# Maksim Kontsévitx
Maksim Lvóvitx Kontsévitx,en rus Максим Львович Концевич (Khimki, 25 d'agost de 1964), és un matemàtic rus. Va rebre la Medalla Fields el 1998, el 23è Congrés Internacional de Matemàtics de Berlín. És doctor per la Universitat de Bonn. La seva tesi prova una conjectura d'Edward Witten: dos models gravitacionals quàntum són equivalents. Actualment és professor en l'Institut des hautes études scientifiques a Bures-sud-Yvette al sud de París. Va guanyar la medalla Fields el 1998 per la seva contribució als quatre problemes de la geometria.
El matemàtic Maksim Kontsévitx ha estat guardonat amb el prestigiós Premi Shaw en 2012, per l'estudi de la simetria especular, una nova interacció entre l'àlgebra i la geometria.
Aquest premi va ser establert en 2002 pel magnat i filantrop de Hong Kong, Shao Yifu. S'atorga a científics que han fet importants contribucions a l'astronomia, matemàtiques i ciències naturals.